# 溫洛克 (伊利諾伊州)
溫洛克（英語：Wanlock）是位於美國伊利諾伊州默瑟縣的一個非建制地區。該地的面積和人口皆未知。

## 地理
溫洛克的座標為41°13′09″N 90°37′31″W / 41.21917°N 90.62528°W，而該地的平均海拔高度為239米（即784英尺）。